# Bahamazaaghaai
De bahamazaaghaai (Pristiophorus schroederi) is een vis uit de familie van zaaghaaien (Pristiophoridae), orde van zaaghaaien (Pristiophoriformes). De vis kan een lengte bereiken van 80 centimeter. Van deze soort haai is weinig bekend over de voortplanting en de ecologie.

## Leefomgeving
De bahamazaaghaai is een zoutwatervis die vooral leeft in vrij diepe zeegebieden in het westen van de Atlantische Oceaan, rond de Bahama's, bij Cuba en bij Florida op een diepte tussen de 400 en 1000 meter.

## Relatie tot de mens
De bahamazaaghaai is voor de beroepsvisserij van geen belang.